# Monstera lechleriana
Monstera lechleriana — квіткова рослина з роду Монстера родини ароїдних, Araceae. Вважається рідкісною рослиною. Однак частина власників рослин вирощує їх як кімнатні рослини.

## Використання
Використовується в медицині.

## Розповсюдження
Він є рідним для Болівії, Бразилії, Колумбії, Еквадору, Панами, Перу та Венесуели.